# Dr.DMAT
《Dr.DMAT~잔해 속의 히포크라테스~》(일본어: Dr.DMAT〜瓦礫の下のヒポクラテス〜 ドクター・ディーマット がれきのしたのヒポクラテス[*])는 원작·타카노 히로시, 작화·키쿠치 아키오에 의한 일본의 만화 작품이다.

## 개요
근년의 도시형 거대 지진이나 지진 해일, 화재 등의 현장에서 재해 의료, 이른바 〈잔해 속의 의료〉에 진력을 기울이는 〈재해 파견 의료 팀 (DMAT)〉의 분투를 리얼하게 그린 작품이다.

## 텔레비전 드라마
《Dr.DMAT》의 타이틀로, TBS 계열의 〈목요 드라마 9〉 시간대에서 2014년 1월 9일부터 3월 20일까지 매주 목요일 21:00 ~ 21:54에 방송되었다. 주연은 오쿠라 타다요시.

### 캐스트

#### 아리스가와 종합 병원

##### 도쿄 DMAT 대원
야쿠모 히비키 - 오쿠라 타다요시 (소년 시절:아렌)
종합 진료과 의사로, 전 구명 구급 센터 의사.
요시오카 린 - 카토 아이
구명 구급 센터 간호사.
이세자키 쿠미 - 이치카와 미카코
뇌외과 의사.
코소네 타츠야 - 사토 지로
구명 구급 센터(도쿄 ER) 의장.
하세가와 쿠미코 - 아소 유미
간호사장.
미즈노 사치코 - 타키자와 사오리
구명 구급 센터 간호사.
외

##### 병원 관계자
야쿠모 하루코 - 타키모토 미오리
히비키의 여동생.
무라카미 카즈시 - 홋샹.
외과의.
하야카와 사토시 - 사카타 마사노부
외과부장.
아이자와 미키 - 아스카 린
외래 담당 간호사.
니시카와 마리 - 츠지모토 마이
외래 담당 간호사.
이세자키 쇼이치 - 쿠니무라 준
병원장.

#### 도쿄 소방청 제2방면 소방 구조 기동 부대
사쿠라바 슈사쿠 - 이시구로 켄
하이퍼 레스큐의 제1소대장.
코마츠 켄지 - 타카키 유야 (Hey! Say! JUMP)
하이퍼 레스큐의 대원으로, 사쿠라바의 부하.

#### 그 외
야쿠모 라이조 - 히다리 톤페이
히비키·하루코의 친할아버지.

### 스태프
- 원작 - 타카노 히로시, 키쿠치 아키오 《Dr.DMAT~잔해 속의 히포크라테스~》
- 각본 - 아나부키 이치로, 요시자와 토모코
- 음악 - 스에히로 켄이치로
- 연출 - 쿠라누키 켄지로, 마츠다 아야토, 호리 히데키, 후쿠다 료스케
- 주제가 - 칸쟈니∞ 〈울림〉 (테이치쿠 엔터테인먼트)
- 연출 보조 - 후쿠다 료스케, 요시무라 타케히로
- 의료·소방 담당 - 요시무라 타케히로
- 특수 메이크·조형 - 마츠이 유이치
- 기술 협력 - 토츠
- CG - 마린 포스트
- 의료 감수 - 토미타 야스히코
- 의료 협력 - 도쿄 DMAT, 도쿄 도립 히로오 병원
- 소방 협력 - 도쿄 소방청
- 기획 - 이시마루 아키히코
- 프로듀스 - 카토 쇼이치 (드리맥스)
- 제작 저작 - 드리맥스, TBS

### 방송 일자
| 방송회                                                     | 방송일         | 부제                                                                                           | 각본                            | 연출            | 시청률 |
| ---------------------------------------------------------- | -------------- | ---------------------------------------------------------------------------------------------- | ------------------------------- | --------------- | ------ |
| 제1화                                                      | 2014년 1월 9일 | 지금 그곳에 있는 위기!! 수도 직하형 거대 지진에 재해 의료의 현실과 눈물…청년의 싸움이 시작된다 | 아나부키 이치로 요시자와 토모코 | 쿠라누키 켄지로 | 7.9%   |
| 제2화                                                      | 1월 16일       | 사랑해야 할 사람의 죽음                                                                        | 아나부키 이치로 요시자와 토모코 | 마츠다 아야토   | 7.2%   |
| 제3화                                                      | 1월 23일       | 절체절명의 결단                                                                                | 요시자와 토모코                 | 쿠라누키 켄지로 | 7.0%   |
| 제4화                                                      | 1월 30일       | 잔해 속의 뇌 수술                                                                              | 요시자와 토모코 아나부키 이치로 | 마츠다 아야토   | 8.4%   |
| 제5화                                                      | 2월 6일        | 금단의 수술과 결의                                                                             | 요시자와 토모코 아나부키 이치로 | 호리 히데키     | 5.0%   |
| 제6화                                                      | 2월 13일       | 여명 없는 긴급 수술                                                                            | 요시자와 토모코                 | 쿠라누키 켄지로 | 5.3%   |
| 제7화                                                      | 2월 20일       | 악마를 구하는 의사                                                                             | 요시자와 토모코                 | 마츠다 아야토   | 5.4%   |
| 제8화                                                      | 2월 27일       | 배신의 구명 수술                                                                               | 요시자와 토모코 아나부키 이치로 | 후쿠다 료스케   | 7.3%   |
| 제9화                                                      | 3월 6일        | 직하형 지진 예고                                                                               | 요시자와 토모코                 | 쿠라누키 켄지로 | 6.2%   |
| 제10화                                                     | 3월 13일       | 거대 지진과 싸우다!                                                                            | 요시자와 토모코 아나부키 이치로 | 마츠다 아야토   | 8.2%   |
| 최종화                                                     | 3월 20일       | 재해 끝의 의료                                                                                 | 요시자와 토모코 아나부키 이치로 | 쿠라누키 켄지로 | 7.3%   |
| 평균 시청률 6.9% (시청률은 칸토 지구·비디오 리서치사 조사) |                |                                                                                                |                                 |                 |        |

| TBS 목요 드라마 극장                  | TBS 목요 드라마 극장           | TBS 목요 드라마 극장                                 |
| 이전 작품                             | 작품명                         | 다음 작품                                            |
| ------------------------------------- | ------------------------------ | ---------------------------------------------------- |
| 남편의 그녀 (2013.10.24 ~ 2013.12.12) | Dr.DMAT (2014.1.9 ~ 2014.3.20) | MOZU Season1~때까치 우는 밤~ (2014.4.10 ~ 2014.6.12) |